# Конка
Конка (фр. Conca) је насељено место у Француској у региону Корзика, у департману Јужна Корзика.
По подацима из 1990. године број становника у месту је био 783, а густина насељености је износила 10 становника/km².

## Демографија
| 1962. | 1968. | 1975. | 1982. | 1990. |
| ----- | ----- | ----- | ----- | ----- |
| 399   | 432   | 481   | 546   | 783   |